# Чотириструнне банджо
Чотириструнне банджо (англ. four-string banjo) — струнний музичний інструмент сімейства лютні з довгою і тонкою шиєю, порожнистою резонаторною коробкою та 4 струнами. Є гібридом банджо та укулеле.

## Історія
Інструмент виник у XVIII столітті в Америці у середовищі африканських рабів. У США отримав відносну популярність у 20-х роках XX століття. Згодом досить широко став використовуватися у джазі.
У Бразилії цей інструмент відомий під назвою «самба-банджо» або «банджо-кавако» і вважається гібридом банджо і кавакінью. Вперше такий гібрид представлений наприкінці 1970-х бразильським музикантом Алміром Гінето. З одного боку такий інструмент був гучнішим, але схожим на традиційний кавакінью, з іншого — новаторським.

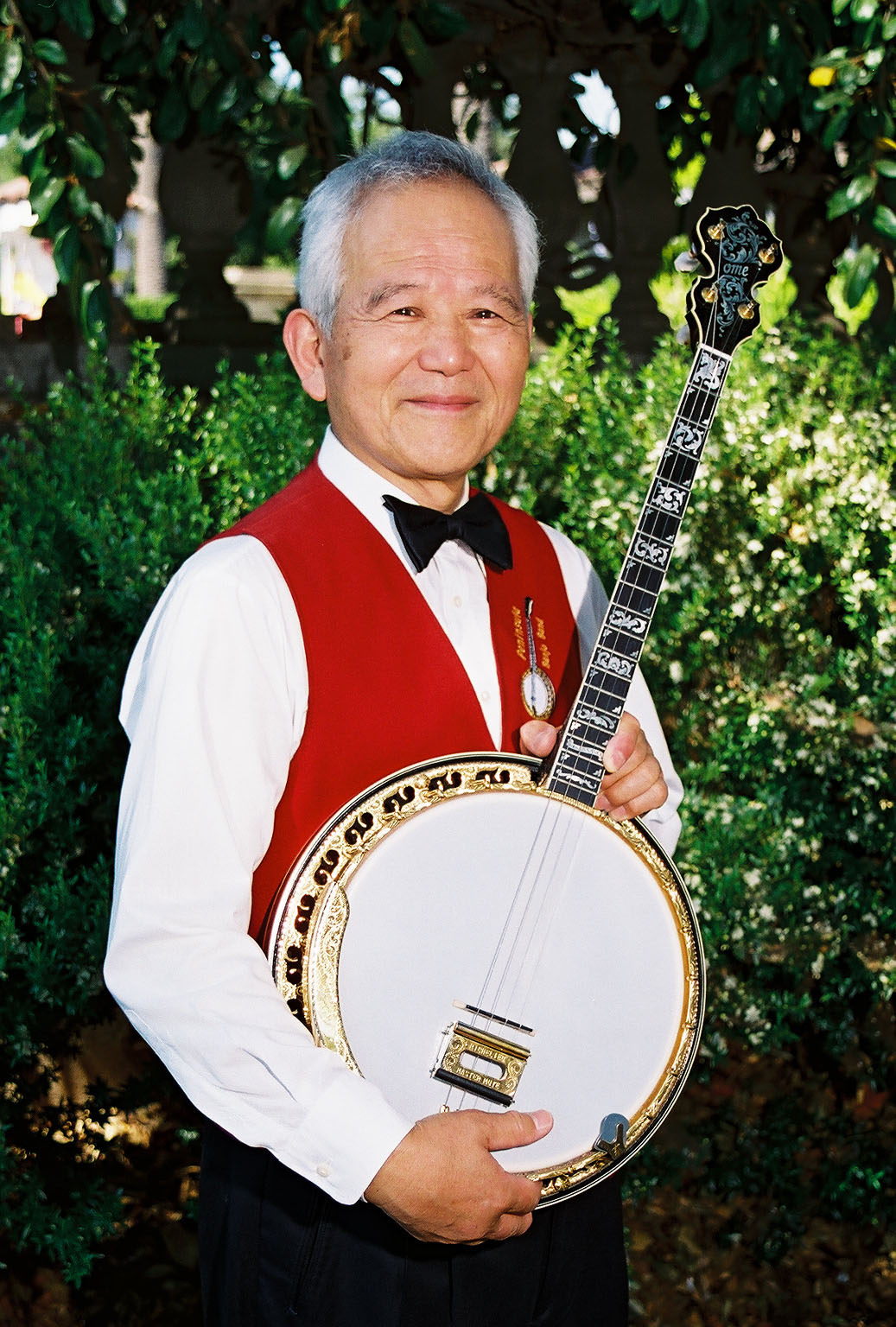
Чарлі Тагава — один із сучасних виконавців на чотириструнному банджо
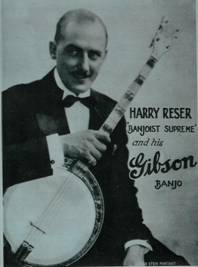
Гаррі Резер — джазовий виконавець 1920-х років
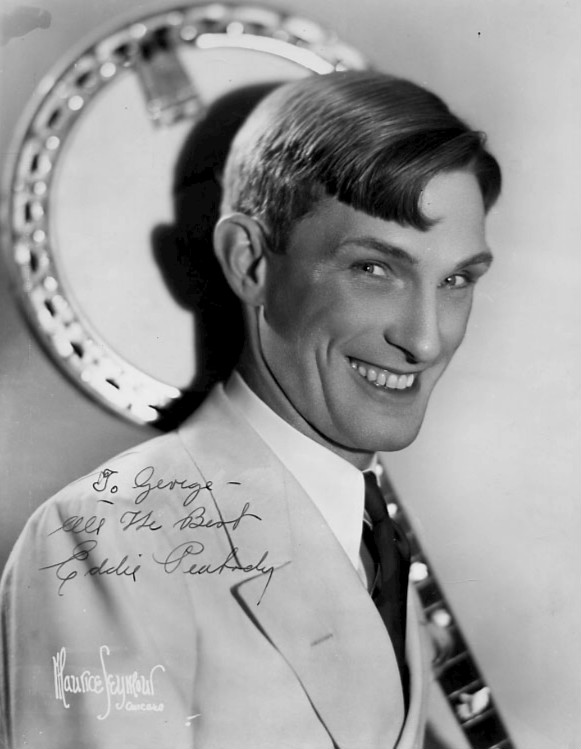
Едді Пібоді — джазовий виконавець 1920-1960-х років

## Налаштування
Чотириструнне банджо має декілька типів налаштувань. Серед популярних — CGDA, DGCE, DGCD та CGBD. Самба-банджо має таке ж налаштування і діапазон, що й кавакінью, але його тембр зовсім інший — він звучить як традиційний банджо, але вищої тональності.